# Ernst Toch
Ernst Toch, född 7 december 1887 i Wien, död 1 oktober 1964 i Santa Monica, Los Angeles, USA, var en tysk-österrikisk tonsättare i övergången mellan senromantik och modernism. Hans verk har framför allt uppmärksammats på senare tid.

## Biografi
Toch växte upp i Wien och lärde sig spela piano av pianisten och författaren Ida Mikolasch. Han lärde sig också spela andra instrument och studerade filosofi och medicin vid Wiens universitet och i Heidelberg. Han inledde sitt komponerande som autodidakt runt 1900 med Mozart som förebild.
En av hans första stråkkvartetter uruppfördes 1908 i Leipzig och hans sjätte (op. 12, 1905) uruppfördes 1909. Hans kammarsymfoni i F-dur från 1906 fick 1909 Mozartstiftelsen i Frankfurt am Mains Mozartpris. Detta inspirerade honom att börja ägna sig åt komponerande som yrke. 1910 erhöll han Mendelssohnpriset i komposition. Han studerade piano och komposition och anställdes i dessa ämnen som lärare vid musikhögskolan i Mannheim 1913. 
1914 inkallades han till militärtjänstgöring vid den italienska fronten. 1916 gifte han sig med Lilly Zwack och vände, efter krigets slut, åter till Mannheim där han stannade kvar som lärare till 1928.

## Musik
Tochs verk uppvisar ofta humoristiska aspekter (Bunte Suite från 1929). 1930 uppfann han talkören (”Gesprochene Musik”) och hans första verk var Fuge aus der Geographie, kanske mera känd i sin mycket populära engelska version Geographical Fugue. Han skrev filmmusik, kammarmusik och kammaroperor. Han skrev också musikteoretiska böcker som Melodielehre (1923) (Melodilära) och The Shaping Forces in Music (1948) (Musikens skapande krafter).
Toch ansågs som en av de största avant-garde-tonsättarna i mellankrigstiden. Liksom många andra konstnärer och musiker gick han i exil då Hitler kom till makten.
Toch erhöll Pulitzerpriset i musik 1956 för sin tredje symfoni som uruppfördes av Pittsburg Symphony Orchestra den 2 december 1955.
Toch skrev också musik för blåsorkester. Ett av dessa verk,, op. 39, uruppfördes i Donaueschingen 1926 tillsammans med musik av Ernst Krenek, Ernst Pepping, Paul Hindemith och Hans Gál. Förslaget på tonsättare kom från Hindemith som själv komponerade ett stycke just för denna festival.
I Berlin, dit han flyttat med sin familj, tillkom 1927–1928 musikdramerna Prinsessan på ärten efter H.C. Andersen, som bildhuggaren Benno Elkan skrev libretto till samt Egon und Emilie med text av Christian Morgenstern och senare operan Der Fäscher (Solfjädern) (1930).
Hans exil var först i Paris och därefter i London, men 1935 fick han en inbjudan från New School for Social Research i New York där han arbetade med Big Ben-variationerna.
Han försörjde sig under tiden genom att komponera filmmusik i Hollywood. Som lärare vid University of Southern California undervisade han inte bara i komposition utan också i filosofi och han var även gästföreläsare vid Harvard. Den ovan nämnda boken The Shaping Forces in Music slutförde han här. 
Från 1950 komponerade han sju stora symfonier. I dessa senare verk återvände han till den senromantiska stil som kännetecknar hans tidiga kompositioner.
Några år efter att han 1960 tilldelats en Grammy betecknade han sig själv som ”världens mest bortglömda 1900-talstonsättare".
Han dog i Los Angeles och begravdes på Westwood Village Memorial Park Cemetery.

## Verklista

### Operor
- 1927 – Prinsessan på ärten, op. 43 (libretto av Benno Elkan)
- 1928 – Egon und Emilie, op. 46
- 1930 – Der Fächer, op. 51
- 1962 – The Last Tale, op. 88

### Orkesterverk
- 1906 – Kammarsymfoni (opublicerad)
- 1913 – An mein Vaterland, op. 23
- 1920 – Phantastische Nachtmusik, op. 27
- 1924 – Cellokonsert, op. 35
- 1926 – Pianokonsert nr 1, op. 38
- 1926 – Spiel für Blasorchester, op. 39
- 1927 – Das Kirschblütenfest
- 1932 – Miniatur Ouvertüre för 2 flöjter, oboe, klarinett, basklarinett, 2 trumpeter, trombon och slagverk
- 1933 – Symfoni för piano och orkester, op. 61
- 1935 – Big Ben, variationer över Westminsterringningen, op. 62
- 1950 – Symfoni nr 1, op. 72
- 1951 – Symfoni nr 2, op. 73
- 1955 – Symfoni nr 3, op. 75
- 1957 – Symfoni nr 4, op. 80
- 1959 – Fem stycken för träblåsare och slagverk, op. 83
- 1963 – Symfoni nr 5 (Jephta, rapsodiskt poem), op. 89
- 1963 – Symfoni nr 6, op. 93
- 1964 – Symfoni nr 7, op. 95
- 1964 – Sinfonietta för stråkorkester, op. 96
- 1964 – Sinfonietta för träblåsare och slagverk, op. 97

### Körverk
- 1930 – Gesprochene Musik: Fuge aus der Geographie
- 1938 – Cantata of the Bitter Herbs, op. 65

### Kammarmusik
- 1902 – Stråkkvartett nr 1, op. 1
- 1902 – Stråkkvartett nr 2, op. 2
- 1903 – Stråkkvartett nr 3, op. 3
- 1903 – Stråkkvartett nr 4, op. 4
- 1903 – Stråkkvartett nr 5, op. 5
- 1904/05 – Stråkkvartett nr 6 i a-moll, op. 12
- 1905 – Sonat för klarinett och piano, op. 8
- 1908 – Stråkkvartett nr 7, op. 15
- 1909 – Duo för 2 violiner, op. 17
- 1910 – Stråkkvartett nr 8 i Dess-dur, op. 18
- 1913 – Violinsonat nr 1, op. 21
- 1919 – Stråkkvartett nr 9 i C-dur, op. 26
- 1921 – Stråkkvartett nr 10, op. 28
- 1924 – Stråkkvartett nr 11, op. 34
- 1928 – Violinsonat nr 2, op. 44
- 1929 – Cellosonat, op. 50
- 1938 – Pianokvintett, op. 64
- 1946 – Stråkkvartett nr 12, op. 70
- 1953/54 – Stråkkvartett nr 13, op. 74
- 1964 – Kvartett för oboe, klarinett, fagott och viola, op. 98

### Sånger
- 1927 – Nio sånger, op. 41
- 1945/53 – The Inner Circle, sångcykel, op. 67

### Pianoverk
- 1903 – Melodische Skizzen, op. 9
- 1905 – Pianosonat, op. 6
- 1905 – Pianosonat i D-dur, op. 7
- 1914 – Vier Klavierstücke, op. 24
- 1923 – Drei Burlesken, op. 31
- 1924 – Drei Klavierstücke, op. 32
- 1925 – Capriccetti, op. 36
- 1928 – Pianosonat, op. 47
- 1929 – Kleinstadtbilder, op. 49
- 1931 – Zehn Konzert-Etüden, op. 55
- 1931 – Zehn Vortrags-Etüden, op. 56
- 1931 – Zehn Mittelstufen-Etüden, op. 57
- 1931 – Zehn Anfangs-Etüden, op. 59
- 1956 – Diversions, op. 78a
- 1956 – Sonatinetta, op. 78b
- 1959 – Sonatinetta, op. 84
- 1962 – Reflections, op. 86
- 1962 – Pianosonat för fyra händer, op. 87

### Filmmusik
- 1933 – Catherine the Great
- 1934 – The Private Life of Don Juan
- 1935 – Peter Ibbetson
- 1938 – The Rebel Son
- 1939 – The Cat and the Canary
- 1940 – Dr. Cyclops
- 1941 – Ladies in Retirement
- 1944 – Address Unknown
- 1945 – The Unseen